# フォルクスワーゲン・ゴルフV
ゴルフV (ゴルフ 5)（Golf V）は、フォルクスワーゲン・ゴルフの5代目モデル。

## 概要
日本市場では、2004年5月14日に発表、同年6月9日に発売された。
操縦安定性の向上をはじめ、内外装や機関の質感の向上、居住空間の拡大、コストの見直しを主眼に開発されたモデルである。先代からの流れを汲む正常進化であるが、性能・品質共に格段に向上した。先代に引き続き、プラットフォームはアウディA3をベースに、改良を加えた物が利用される。
ツイン・サーキュラーヘッドライトやその下に配された横長ターンシグナル、切れ上がったボンネット上のキャラクターラインなどが、先代との識別点となる。通常グレードは、ボディ同色の小さいグリルであったが、GTIやGTには、アウディと同様に大型の「ワッペングリル」が採用された。
ボディは、居住性が改善された一方で剛性も増し、操縦安定性が向上した。機関面では、直噴エンジンが全車に搭載され、6速化されたATと相まって省燃費性が向上した。更に、モデルライフ半ばには、ATがより高効率の「DSG」と呼ばれるデュアルクラッチトランスミッションとなった。エンジンも一部モデルを除き小排気量化され、その出力低下分を過給機で補う方針（いわゆる「ダウンサイジング」化）が取られ、DSGとの組合せで省燃費性と動力性能、双方の向上が図られた。
また、GTIやR32といった高性能グレードも引き続き展開された。製造工場は、ドイツ・ヴォルフスブルクと南アフリカ共和国・ユイテンヘーグにあり、日本向けは、主に後者のものが輸入されていた。ただし、先代まで設定のあったカブリオレモデルは、用意されなかった。
歴代初となる日本カー・オブ・ザ・イヤー（COTY）「インポート・カー・オブ・ザ・イヤー」を受賞した。

## ボディ・スタイリング
ボディは、先代比で50mm長く、25mm幅広く、30mm高く（Eグレード同士での比較）なった。さらに、ホイールベースが60mm延長されたことにより、室内長が70mm延長され、主に後席のレッグスペースが拡大した。また、最小回転半径が、先代の5.1mから5.0mに縮小され、取り回し性が向上した。パネルのレーザー溶接による接合部分が、先代の5mから70mに拡大され、静的ねじれ剛性で80%以上、曲げ剛性で35%の向上を得ている。
スタイリング上は、歴代モデルと同様の太いCピラーに加え、ティアドロップ形のヘッドランプ、それに対応したダブルサークル状のレンズを持つリアコンビランプ、ラジエーターグリルからフード上に伸びる深いVラインなどが特徴である。一方で、サイドドアがゴルフIからゴルフIVまで続いたプレスドアからサッシュドアに変更されたため、先代のゴルフIVまでとは横から見た印象が変わっている。

## メカニズム
エンジンは、出力およびレスポンス向上、燃料消費率低減のためシリンダー内への燃料噴射を直噴化したFSIエンジンが全モデルに搭載された。モデルライフ後半には、1.4Lガソリンエンジンにターボチャージャーとスーパーチャージャーを組み合わせたTSIエンジンも登場した。
トランスミッションは、ATが先代の通常4速から6速に進化し、更に中期になるとデュアルクラッチ方式のセミATである「DSG」（湿式6速、および燃費指向のグレードには乾式7速）が採用された。
リアサスペンションは、先代までのトーションビーム方式に代わってマルチリンク方式が採用されたことで、操縦安定性が向上したほか、リアのラゲッジルームが、先代の330L〜1184Lから350L〜1305Lへ拡大した。（FSIエンジンと6速AT、リアのマルチリンクサスはトゥーランに先行搭載され初期問題をクリアした後、ゴルフに採用された。）
また、エンジン負荷軽減と燃費向上のため、パワーステアリングが油圧から電動に変更された。この年代から、後席中央の3点式シートベルトが採用されている。アクセルペダルは、吊り下げ式に代わり、オルガン式が採用された（当代と次代のみ）。

## グレード一覧[1]
| グレード          | 排気量  | エンジン形式      | 燃料       | 最高出力                                | 最大トルク                          | 0–100km/h加速（s） | 最高速度           | CO2排出量 | 販売年    |
| ----------------- | ------- | ----------------- | ---------- | --------------------------------------- | ----------------------------------- | ------------------ | ------------------ | --------- | --------- |
| 1.4               | 1,390cc | 直列4気筒         | ガソリン   | 75 PS (55 kW; 74 hp) @5,000rpm          | 126 N⋅m (93 lb⋅ft) @3,800rpm        | 14.7               | 164 km/h (102 mph) | 163g/km   | 2003−2006 |
| 1.4               | 1,390cc | 直列4気筒         | ガソリン   | 80 PS (59 kW; 79 hp) @5,000rpm          | 132 N⋅m (97 lb⋅ft) @3,800rpm        | 13.9               | 168 km/h (104 mph) | 165g/km   | 2006−2008 |
| 1.4 FSI           | 1,390cc | 直列4気筒         | ガソリン   | 90 PS (66 kW; 89 hp) @5,200rpm          | 130 N⋅m (96 lb⋅ft) @3,750rpm        | 12.9               | 174 km/h (108 mph) | 149g/km   | 2003−2006 |
| 1.6               | 1,595cc | 直列4気筒         | ガソリン   | 102 PS (75 kW; 101 hp) @5600rpm         | 148 N⋅m (109 lb⋅ft) @3,800rpm       | 11.4               | 184 km/h (114 mph) | 184g/km   | 2004−2008 |
| 1.6FSI            | 1,595cc | 直列4気筒         | ガソリン   | 115 PS (85 kW; 113 hp) @6,000rpm        | 155 N⋅m (114 lb⋅ft) @4000rpm        | 10.8               | 192 km/h (119 mph) | 154g/km   | 2003−2007 |
| 1.4TSI            | 1,390cc | 直列4気筒         | ガソリン   | 122 PS (90 kW; 120 hp) @5,000rpm        | 200 N⋅m (148 lb⋅ft) @1,500−4,000rpm | 9.4                | 197 km/h (122 mph) | 149g/km   | 2007−2008 |
| 1.4TSI            | 1,390cc | 直列4気筒         | ガソリン   | 140 PS (103 kW; 138 hp) @5,600rpm       | 220 N⋅m (162 lb⋅ft) @1,500−4,000rpm | 8.8                | 205 km/h (127 mph) | 169g/km   | 2005−2007 |
| 1.4TSI            | 1,390cc | 直列4気筒         | ガソリン   | 170 PS (125 kW; 168 hp) @6,000rpm       | 240 N⋅m (177 lb⋅ft) @1,500−4,750rpm | 7.9                | 220 km/h (140 mph) | 174g/km   | 2005−2007 |
| 2.0FSI            | 1,984cc | 直列4気筒         | ガソリン   | 150 PS (110 kW; 148 hp) @6,000rpm       | 200 N⋅m (148 lb⋅ft) @3,250−4,250rpm | 8.9                | 209 km/h (130 mph) | 191g/km   | 2004−2008 |
| 2.0GTI            | 1,984cc | 直列4気筒         | ガソリン   | 200 PS (147 kW; 197 hp) @5,100−6,000rpm | 280 N⋅m (207 lb⋅ft) @1,800−5,000rpm | 6.9                | 233 km/h (145 mph) | 189g/km   | 2004−2008 |
| 2.0TFSI (edn 30)  | 1,984cc | 直列4気筒         | ガソリン   | 230 PS (169 kW; 227 hp) @5,500rpm       | 300 N⋅m (221 lb⋅ft) @2,200−5,200rpm | 6.2                | 245 km/h (152 mph) | 194g/km   | 2007−2008 |
| R32               | 3,189cc | V型6気筒（VR6型） | ガソリン   | 250 PS (184 kW; 247 hp) @6,300rpm       | 320 N⋅m (236 lb⋅ft) @2,500−3,000rpm | 6.0                | 250 km/h (160 mph) | 255g/km   | 2005−2008 |
| 2.0SDI            | 1,968cc | 直列4気筒         | ディーゼル | 75 PS (55 kW; 74 hp) @4,200rpm          | 140 N⋅m (103 lb⋅ft) @2,200−2,400rpm | 16.7               | 163 km/h (101 mph) | 143g/km   | 2004−2008 |
| 1.9TDI            | 1,896cc | 直列4気筒         | ディーゼル | 90 PS (66 kW; 89 hp) @4,000rpm          | 210 N⋅m (155 lb⋅ft) @1,800−2,500rpm | 12.9               | 176 km/h (109 mph) | 132g/km   | 2004−2008 |
| 1.9TDI            | 1,896cc | 直列4気筒         | ディーゼル | 105 PS (77 kW; 104 hp) @4,000rpm        | 250 N⋅m (184 lb⋅ft) @1,900rpm       | 11.3               | 187 km/h (116 mph) | 135g/km   | 2003−2008 |
| 1.9TDI BlueMotion | 1,896cc | 直列4気筒         | ディーゼル | 105 PS (77 kW; 104 hp) @4,000rpm        | 250 N⋅m (184 lb⋅ft) @1,900rpm       | 11.3               | 190 km/h (120 mph) | 119g/km   | 2007−2008 |
| 2.0TDI            | 1,968cc | 直列4気筒         | ディーゼル | 140 PS (103 kW; 138 hp) @4,000rpm       | 320 N⋅m (236 lb⋅ft) @1,750−2,500rpm | 9.3                | 203 km/h (126 mph) | 146g/km   | 2003−2008 |
| 2.0TDI DPF        | 1,968cc | 直列4気筒         | ディーゼル | 140 PS (103 kW; 138 hp) @4,000 rpm      | 320 N⋅m (236 lb⋅ft) @1,800−2,500rpm | 9.3                | 205 km/h (127 mph) | 145g/km   | 2006−2008 |
| 2.0TDI DPF        | 1,968cc | 直列4気筒         | ディーゼル | 170 PS (125 kW; 168 hp) @4,200rpm       | 350 N⋅m (258 lb⋅ft) @1,800−2,500rpm | 8.2                | 220 km/h (140 mph) | 156g/km   | 2006−2008 |

## 日本仕様各グレード
約5年のモデルライフを通して、以下のように多くの追加・変更がなされた。
E （2004年6月〜2008年6月）
1.6Lエンジン搭載のベーシックモデル。型式はGH-1KBLP、またはABA-1KBLP。「TSI Trendline」の新設に伴い廃止。
GLi （2004年6月〜2008年1月）
「E」とは2.0Lエンジンのほか、アルミホイールやマルチファンクション・インジケーターなど装備面の違いがある量販モデル。型式はGH-1KBLX。「TSI Comfortline」の新設に伴い廃止。
GT（2004年6月〜2007年2月）
「GLi」をベースに、車高を落としたスポーツサスペンション、16インチタイヤ、スポーツシート、フルオートエアコンなどを装着したモデル。5代目発売当初のラインナップの中では、最もスポーティーなグレード。後述の「GTX」が登場するまではレザーシート等を装備した「レザーパッケージ」というグレードも用意され、同パッケージには左ハンドルも設定されていた。型式はGH-1KBLX。「GT TSI」の新設に伴い廃止。
GTX （2005年2月〜2008年1月）
後述のGTIの6速DSG仕様にレザーやウォールナットウッドなどの内装を装備した高級仕様。GTIよりも先行する形で設定されたモデルであったが2007年末を以て設定廃止。5代目の中では最も早い段階でDSGを搭載していた。型式はGH-1KAXX。
GTI （2005年5月〜2009年4月）
初代ゴルフから続く、いわゆるホットハッチ仕様である。
ボディの肥大化とともに俊敏性が損なわれていった先代までのGTIに対し、“あの頃（=初代〜2代目)と同様に魅力のある本物が復活した”という意を込め、“GTI is back”というキャッチコピーを携えて登場した。実際、走行性能は先代のGTIとは一線を画す程俊敏で、5代目ゴルフの下位グレードと比べてもレベルが高い。
ターボチャージャー付きの2.0L直列4気筒DOHCエンジンと6速DSGミッションとの組み合わせで、0→100km/h加速は6.9秒であった。最高速は233kmであり、6速MTも選べた。
スタイリング上の特徴としては、先代、先々代と異なり、5代目はフロントグリルが黒色のハニカム仕様とされ、他グレードとは差別化された外観であった。またフロント・サイド・リアのアンダースポイラーも専用形状とされた。アルミホイールは専用デザインの17インチ（同デザインの18インチも選択できた）とされ、固められた専用サスペンションにより車高も25mm落とされた（スタビライザーも強化タイプが装着されている）。またブレーキは前後共にキャリパーが赤く塗られスポーツイメージの向上が図られた。
内装では、シート生地が初代をモチーフにした赤と白のチェック柄ファブリックとなり、形状もサイドが張り出したスポーツ仕様とされた。（オプションでレザーシートも用意された。）またステアリングやシフトノブ等も専用設計とされた。
時期によっては日本でのゴルフの販売台数の約三分の一を占める人気グレードとなっていた。型式はGH-1KAXX、又はABA-1KAXX。
R32 （2006年2月〜2009年4月）
「Racing」の頭文字が示す通り、市販されるゴルフの中で最も高い性能を持つモデル。
3.2Lの可変バルブタイミング機構付き狭角V6DOHCエンジンに、4輪駆動（4MOTION）を組み合わせている。
外観ではアルミのフロントグリル、専用の前後バンパー、センター2本出しの専用マフラー、専用デザインの18インチアルミホイール等が特徴。内容では固められた専用のスポーツサスペンションやブルーに塗られた専用キャリパー等の他、幾つかの専用装備を持つ。
3ドア（受注生産）は左ハンドル/6速MTのみ、5ドアは右ハンドル/6速DSGのみとなる。型式はGH-1KBUBF、又はABA-1KBUBF。
GT TSI （2007年2月〜2009年4月）
「GT」の後継モデル。1.4Lエンジンにターボチャージャー+スーパーチャージャーを組み合わせ、125kW（170PS）を得しながら、10・15モード走行の国土交通省審査値は14.0km/Lの燃料消費率であった。同じ1.4Lエンジンにターボチャージャー+スーパーチャージャーを組み合わせた「TSI Comfortline」よりも出力は高い。ミッションは6速DSG。17インチホイール・タイヤを標準装備する。型式はABA-1KBLG。
TSI Comfortline （2008年1月〜2008年9月）
「GLi」の後継モデル。1.4Lエンジンにターボチャージャー+スーパーチャージャーを組み合わせており、小排気量ながら「GLi」よりも高いトルクを確保している。
ミッションは6速DSGであり、2重過給のエンジンと相まって、走行性能は高い。1.4Lエンジンとターボチャージャー+スーパーチャージャーの組み合わせは後述の「GT TSI」グレードと同一だが、出力は「GT TSI」よりも若干落とされ、その分出力特性を低回転側に振っており、より実用性が重視されたモデルである。型式はABA-1KBMY。
TSI Trendline （2008年6月〜2009年4月）
「E」の後継モデル。新開発のターボチャージャー付き1.4LDOHCエンジンに、小型軽量化を図った新開発7速DSGを組み合わせ、2.0L並みのトルクを得ながら、燃費は「E」対比で20%の向上を実現した。この燃費は歴代ゴルフの日本発売モデルにおける最高値である。型式はABA-1KCAX。

### 特別仕様・限定モデル
GTI Cupcar （2005年3月〜）
GTI（但し2ドア）をベースに、「ロールケージ」や4点式ハーネス等を装備し、「ゴルフGTiカップ」等への出場等、サーキット走行にもある程度対応できるモデル。
他にも前後の牽引フック、レーシング・ブレーキパッド、専用デザイン・アルミホイール、専用タイヤ等を装備している。
Thanks Edition  （2007年1月〜）
日本での「輸入車販売7年連続1位」を記念し設定された特別限定車。
「E」をベースに人気装備（15インチアルミホイール、パークディスタンスコントロール等）を装備したモデル。
25M Edition  （2007年5月〜）
世界での「累計生産台数2,500万台」を記念し設定された特別限定車。
「E」をベースに人気装備（レザーステアリング、16インチアルミホイール等）を装備したモデル。1,000台限定。
オクターブ  （2007年11月〜）
「E」をベースに人気装備（マルチメディアステーション、アルミホイール、レザーステアリング、パークディスタンスコントロール等）を装備したモデル。1,200台限定。
GTI Pirelli （2008年10月〜）
イタリアのタイヤメーカーピレリとのコラボレーションによるモデルで、日本国内では1,000台（黄色170台、黒870台）の限定であった。
エンジンは基本的にGTIの物をベースとしているが、タービンの大容量化及び制御コンピューター変更などにより、出力がGTIの200馬力から230馬力へ向上されていた。タービン変更に伴うDVバルブの位置変更やインテークホースの材質変更など細かい所でライトチューンに対応させている。
搭載されるタービンは、ゴルフ・ジェッタ・パサートの2Lターボ搭載モデルへ流用される事も多い。（このピレリタービンだと制御コンピューターの書換えだけで300PS以上の出力が簡単に得られる）
同社6代目ゴルフ及び3代目シロッコに設定されたハイパフォーマンスモデルである「ゴルフR」や「シロッコR」のパイロット的な役目を持っていた。
外装では専用のフロント＆リアスポイラー、サイドスカート、ダークテールライトの他、ピレリの英頭文字「P」をデザインモチーフとした専用の18インチ・アルミホイールに、ピレリのP-zeroタイヤを組み合わせる。
内装ではタイヤのトレッドパターンを模したデザインの専用シートの他、イエローステッチが入ったステアリングやシフトノブ等が特徴。型式はABA-1KBYD。

## 派生車種
- ゴルフプラス - 全高を85mmアップし、室内空間を拡げたモデル。リアシートには、スライドやリクライニング機構が搭載される。
- クロスゴルフ - ゴルフプラスをベースに、クロスオーバー風の外観に仕立てたモデル。日本市場では、500台限定で発売された。
- ゴルフヴァリアント - ハッチバックをベースとしたステーションワゴン。先代の「ゴルフワゴン」から名称が変更された。
- トゥーラン - 2-3-2の7人乗りを可能とした小型ミニバン。日本市場では、ゴルフ トゥーランの名称で販売される。
- イオス - 電動格納式ハードトップを採用する、4シーターオープンカー。前半分がゴルフ、後半分がパサートのものを流用している。

## GTI W12-650
2007年5月に公開された、GTIをベースにしたコンセプトカー的メーカーチューニング車両である。外見はGTIの面影を残しているものの、車幅は1,880mmまでワイド化され、ルーフはカーボンファイバー製に変更されている。搭載されるエンジンは、6リットルW型12気筒ツインターボエンジンをミッドシップマウントし、6速オートマチック・トランスミッションを組み合わせている。このエンジンの出力は、650馬力、最大トルクは76.5kg-mを誇り、0〜100km/h加速は3.7秒、最高速は325km/hと、スーパーカー並の動力性能を誇る。1台のみのワンオフ車両ではあるが、内装等も市販車両並みに作りこまれており、完成度はフォルクスワーゲンが製作しているだけに極めて高い。公開時には、もし願客が一定数以上いればという前提で、限定での市販化も検討されていたようであるが、実現はしなかった。

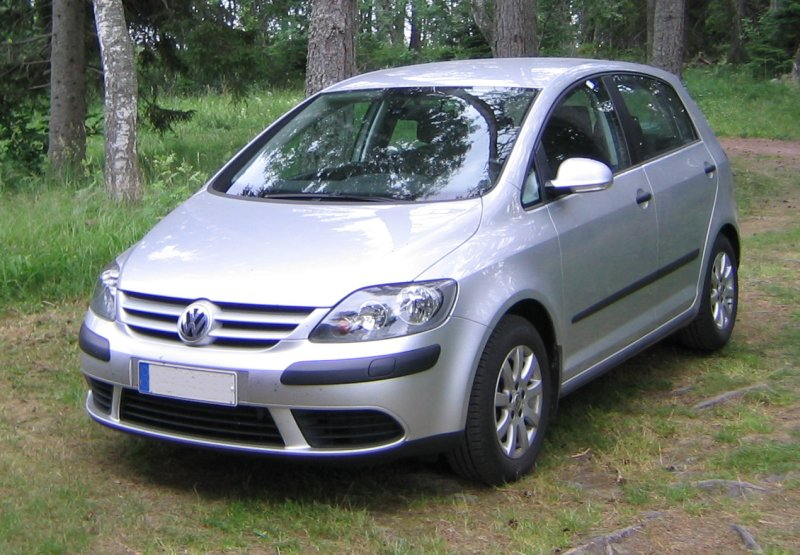
ゴルフプラス
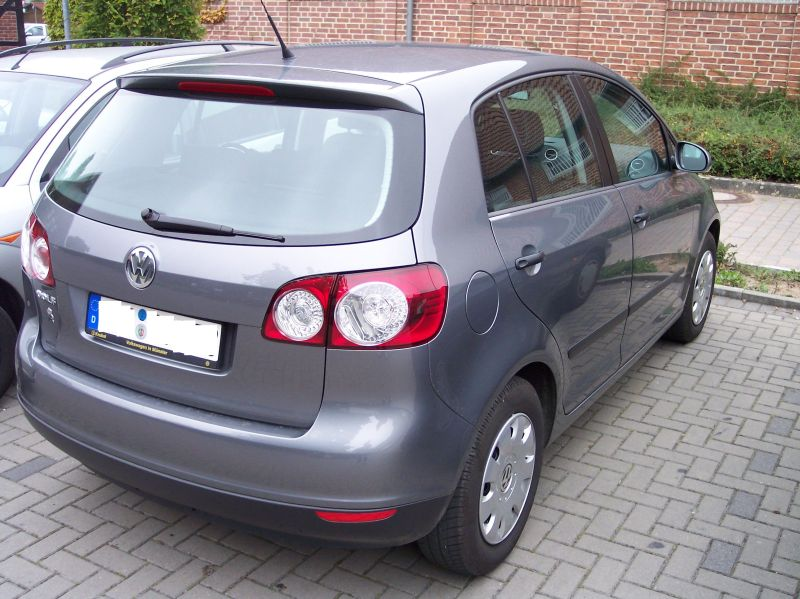
ゴルフプラス （リア）
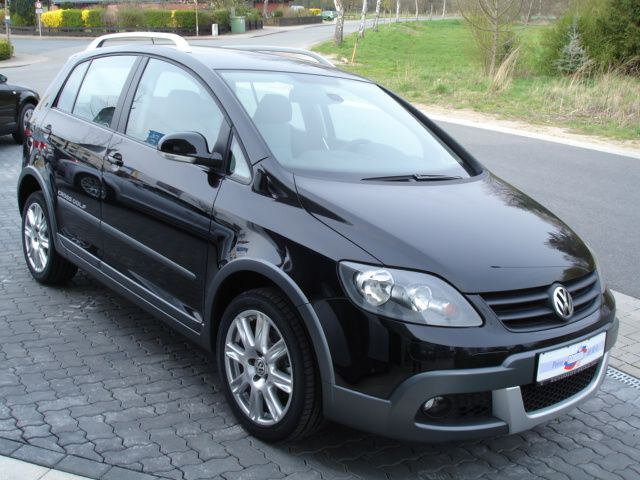
クロスゴルフ
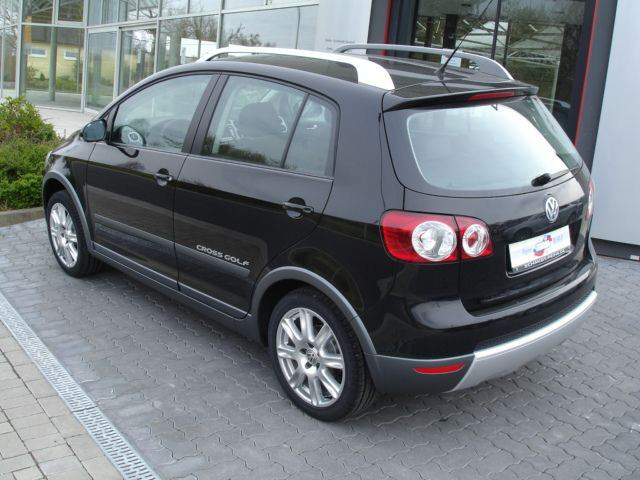
クロスゴルフ （リア）
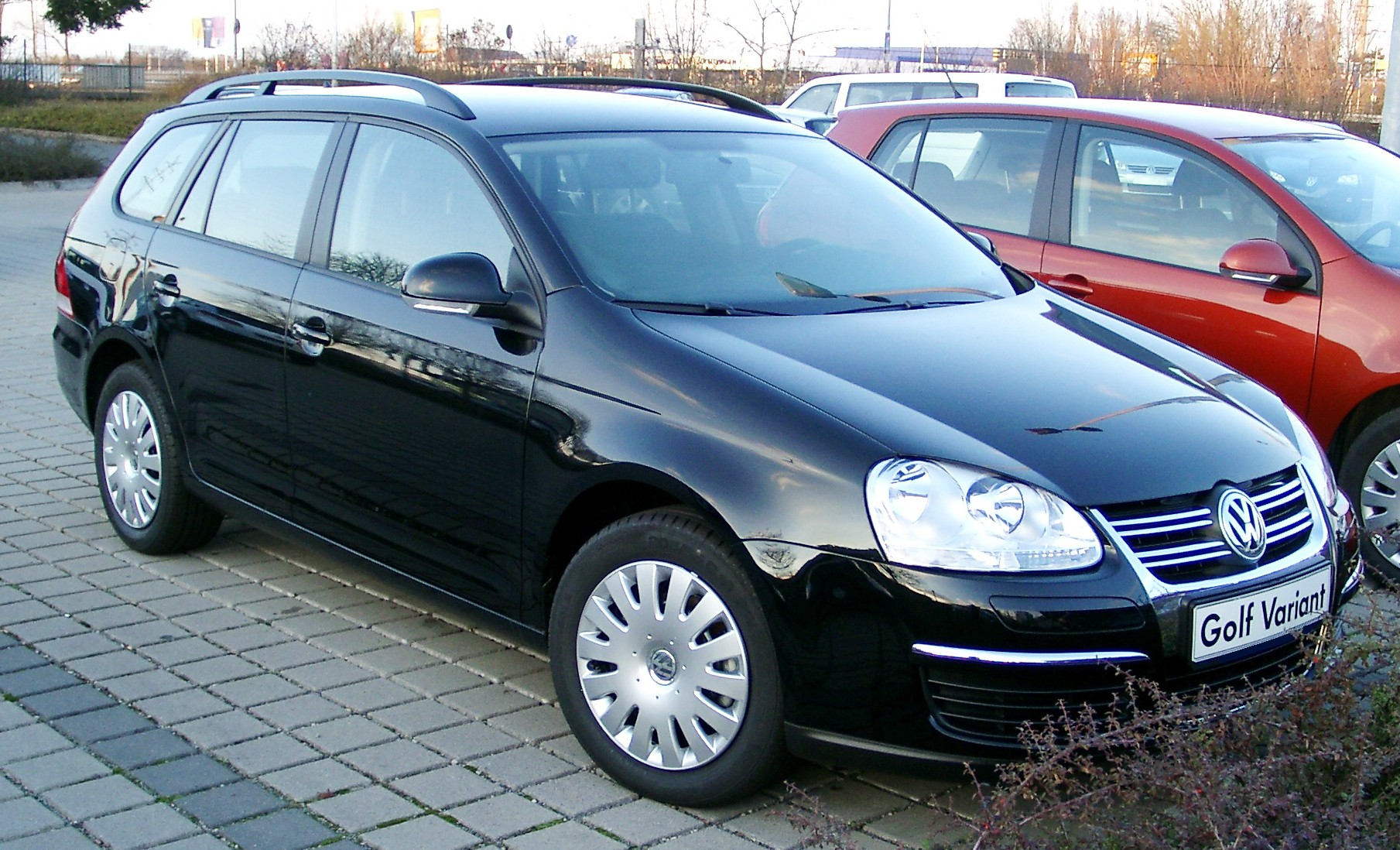
ゴルフヴァリアント
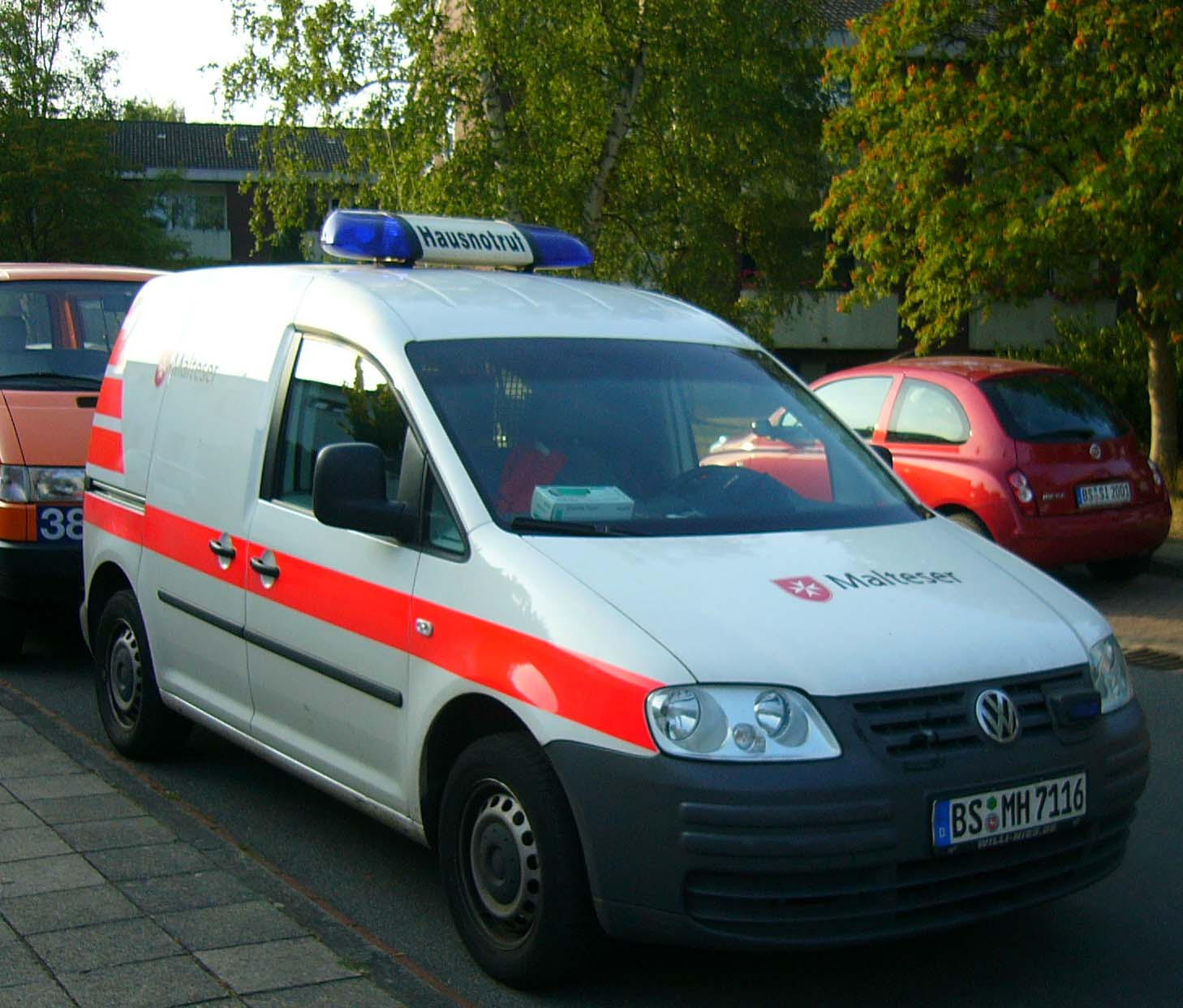
キャディー
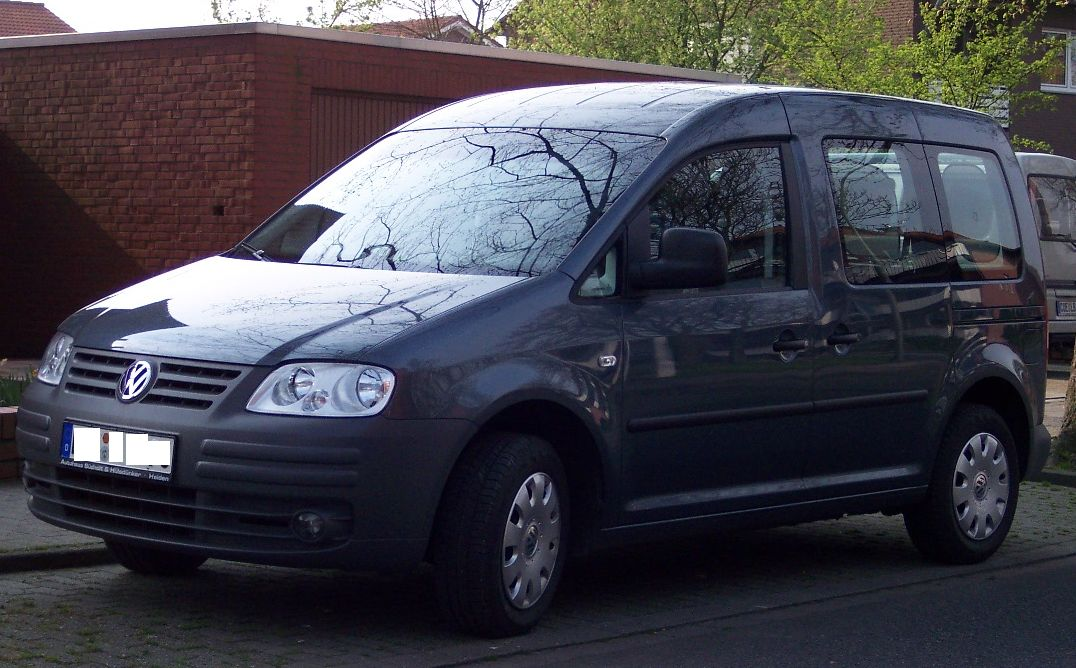
キャディーライフ